# Stimigliano

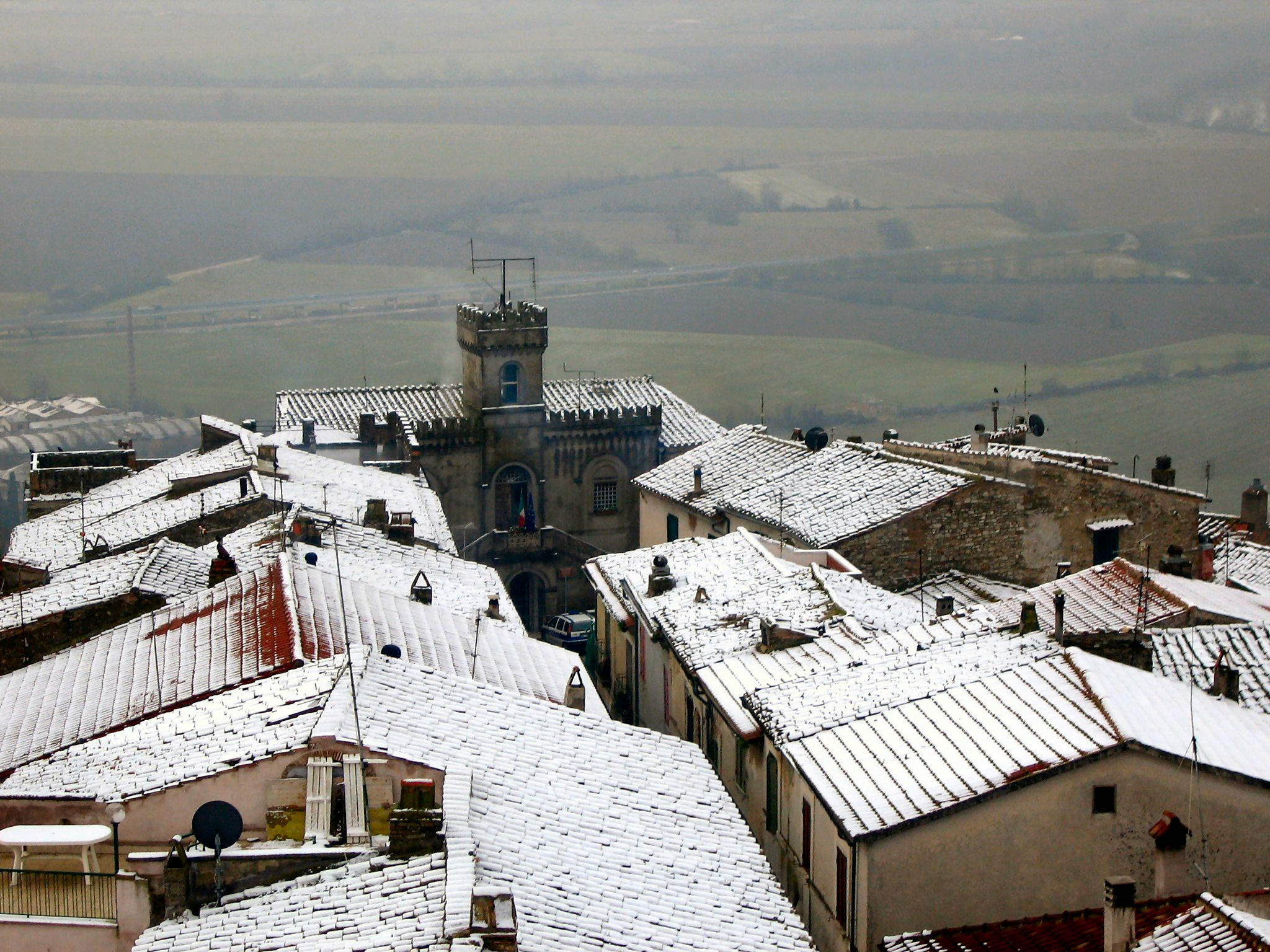
Stimigliano

Stimigliano là một đô thị ở tỉnh Rieti trong vùng Latium, có khoảng cách khoảng 45 km về phía bắc của Roma và cách khoảng 25 km southvề phía tây của Rieti. Tại thời điểm ngày 31 tháng 12 năm 2004, đô thị này có dân số 1.828 người và diện tích là 11,4 km².
Stimigliano giáp các đô thị: Collevecchio, Forano, Ponzano Romano, Sant'Oreste, Tarano.